# Universidad de París
La Universidad de París (en francés: Université de Paris), también conocida como la Sorbona, fue una de las universidades medievales más antiguas y más importantes de toda Europa. Fue fundada a mediados del siglo XII por el sacerdote,  canónigo y teólogo de la ciudad Robert de Sorbón, y sus instalaciones se situaron cerca de la Catedral Notre Dame de París, siguiendo la tradición de las Escuelas Catedralicias de Reims, Notre Dame, Tolouse y París. En 1200 fue reconocida por el rey Felipe II y en 1215 por el papa Inocencio III. Adquirió rápidamente un gran prestigio, especialmente en filosofía y teología. Se constituyó como asociación de todos los colegios preexistentes en la ciudad de París situados a la orilla izquierda del río Sena, entre ellos la Sorbona, fundado en el año 1205 y con gran prestigio durante la Edad Media debido a su facultad de teología y cuyo nombre se asociaría posteriormente a toda la universidad. Su objetivo era formar a los funcionarios de la administración real (Consejo de Estado, parlamentos, tribunales, hacienda, etc.) y de instituciones eclesiásticas (profesores, médicos, bibliotecarios, obispos, abades, etc.). Pocos años después, en 1257, pasó por un proceso de transformación y pasó a llamarse la Sorbona.
Durante la Edad Moderna sufrió una situación de declive. En 1793 fue cerrada y sustituida por escuelas superiores especializadas en derecho, medicina, ingeniería, escuelas normales, etc. 
Un siglo más tarde, en 1896, una nueva Universidad de París, pública y laica, se abrió con cuatro facultades: Derecho, Medicina, Letras y Ciencias.
Tras los sucesos de mayo de 1968 y las reformas de 1968-1971 la universidad se dividió en trece universidades independientes, algunas de ellas multidisciplinares y otras especializadas en determinados ámbitos del conocimiento.

## Primera universidad (1150-1793)
La Universidad de París surge en 1150 como asociación de profesores y estudiantes (Universitas magistrorum et scholarium Parisiensis) complementaria a la Escuela de Teología de Notre Dame. El primer testimonio documental de la Universidad es una carta del 15 de enero de 1200 del rey Felipe II de Francia por la que otorga a los integrantes de la Universidad el privilegio de ser juzgados por un tribunal eclesiástico en lugar de civil. La Universidad fue reconocida por el papa Inocencio III por una bula de 1215, confirmada posteriormente por Gregorio IX en 1231. Las enseñanzas se organizaban en cuatro facultades: las especializadas en Derecho, Medicina y Teología y la generalista de Artes Liberales, que incluía enseñanzas en gramática, retórica, dialéctica, aritmética, geometría, música y astronomía.
Durante los siglos XII y XIII, la Universidad de París fue una de las más prestigiosas de Europa junto con Bolonia, Oxford, Cambridge, Salamanca, Montpellier y Toulouse.
La Universidad de París se convirtió en una autoridad moral. Los doctores de la Universidad se pronunciaban sobre controversias famosas como la imposición sobre los beneficios eclesiásticos y jugó un papel importante en el Gran Cisma de Occidente (1378-1417). Durante la guerra de los Cien Años, la universidad apoyó a los ingleses y al partido borgoñón, y aprobó la ejecución de Juana de Arco (1431).
En el siglo XV la universidad se declaró en huelga, durante tres meses en 1443 y seis meses entre septiembre de 1444 y marzo de 1445, para defender sus beneficios fiscales.
Desde finales del siglo XV, la Universidad de París vivió tiempos de incertidumbre. Carlos VII la sometió en 1446 a la jurisdicción del parlamento de París. En 1600 Enrique IV suprimió los privilegios de la universidad.
En 1763, tras la expulsión de los jesuitas, la universidad se reorganizó y 28 de sus colegios se reunieron en uno solo: el Liceo Louis-le-Grand.

### Cierre
Tras la Revolución francesa, en febrero de 1792 se suprimieron la Facultad de Teología y el tribunal académico. En 1793 se suprimieron todas las antiguas universidades para reemplazarlas por escuelas centrales o escuelas especiales. En 1794 se creó una escuela de medicina que sustituyó a la antigua Facultad de Medicina.
En 1806 se creó la Academia de París, que asumió las funciones de la antigua universidad, con cinco facultades: Letras, Ciencias, Teología Católica, Derecho y Medicina.

## Segunda universidad (1896-1970)
En 1886 se volvió a otorgar el estatuto de universidad a las cinco facultades de la Academia de París, incluyendo la Escuela Superior de Farmacia. Una nueva Universidad de París, pública y laica, fue inaugurada el 19 de noviembre de 1896 por el presidente de la república Félix Faure.
Durante la década de 1910 se construyeron los edificios del Instituto de Geografía y el Instituto de Arte y Arqueología. En 1914, la Universidad contaba con 17 308 estudiantes. Cuarenta años después se había triplicado el número de alumnos, llegando a 64 151 en 1956. El incremento del número de alumnos obligó a construir nuevos edificios y trasladar algunas enseñanzas a las afueras de París y a localidades cercanas como Nanterre y Orsay.

### Desmembramiento y cierre
Tras los sucesos de mayo de 1968 se llevó a cabo una profunda reforma de la enseñanza en Francia. Con la ley Faure se pedía a los profesores que se agruparan según su propio criterio, constituyendo nuevas universidades a partir de las agrupaciones resultantes. Un ejemplo muy destacado es el de la Universidad de Nanterre que surgió en el 68 y fue el escenario de muchos de los acontecimientos ocurridos. Las agrupaciones se llevaron a cabo fundamentalmente por criterios políticos, debido a la influencia todavía cercana de los sucesos de 1968. La Universidad de París dejó de existir el 31 de diciembre de 1970 y los profesores que la constituían hasta entonces se reagruparon en trece nuevas universidades, algunas de ellas multidisciplinares y otras especializadas en determinados ámbitos del conocimiento.
Las universidades nacidas en 1970, que mantienen en su denominación el nombre de París y el sobrenombre de Sorbona y utilizan las instalaciones de la antigua universidad situadas en el Barrio Latino de París, en los distritos 5.º y 6.º son:
- Universidad París 1 Panteón-Sorbona, especializada en economía, derecho, ciencias políticas, geografía e historia
- Universidad Sorbona Nueva París 3, especializada en comunicación social, estudios culturales y teatro
- Universidad de París Cité, especializada en medicina y ciencias de la salud
- Universidad Sorbona, especializada en ciencias naturales, matemáticas e ingeniería.

Otras universidades surgidas del desmembramiento de la universidad en 1970, situadas en París o en ciudades cercanas, son:
- Universidad Paris-Est Créteil
- Universidad Sorbona Paris Norte
- Universidad Panteón-Assas
- Universidad Dauphine PSL
- Universidad de París X Nanterre
- Universidad de París VIII
- Universidad Paris-Saclay.

## Funcionamiento

### Consejo Universitario
El Consejo Universitario adopta la misma forma que el Consejo General de la Facultad. Los representantes de las facultades son elegidos por un mandato de cuatro años.

### Institución de los títulos en la Universidad de París
El decreto de 21 de julio de 1897 autorizaba a las universidades de nueva creación a instituir "títulos de orden exclusivamente científico, estos títulos no confieren ninguno de los derechos y privilegios vinculados a los grados por las leyes y reglamentos, y en ningún caso pueden declararse equivalentes a los grados".
En este contexto, el Consejo de la Universidad de París instituyó el "doctorado de la Universidad de París" por deliberación de 28 de marzo de 1898, aprobada por decreto ministerial el 1 de abril del mismo año.
Este diploma está firmado por los miembros del jurado y por el decano de la facultad o el director de la escuela ante la que se realizaron las pruebas. El Presidente del Consejo Universitario lo expide bajo el sello y el nombre de la Universidad de París.
En 1901, se introdujo un diploma de farmacéutico de la Universidad de París para los estudiantes de nacionalidad extranjera (decreto de 8 de julio de 1901).

### Creación de cátedras por la universidad
La nueva reglamentación permite a las universidades crear cátedras, másteres y lectorados con sus propios fondos.
La primera cátedra fundada por la universidad en 1898 fue una cátedra de historia del derecho público romano para la Facultad de Derecho. El 27 de junio de 1899 se crearon tres cátedras, para las ciencias una cátedra de física (concedida a Henri Pellat) y una cátedra de histología (concedida a Joannès Charles Melchior Chatin|Joannes Chatin), y para las humanidades una cátedra de historia del arte.
La creación de una cátedra de historia de los tratados en la Facultad de Derecho (14 de junio de 1900), transformación de un curso complementario creado en 1898), dos cátedras, física y química (concedidas respectivamente a Paul Janet y Jean Joannis, para la enseñanza preparatoria del certificado de estudios físicos, químicos y naturales en la Facultad de Ciencias y una cátedra de lengua y literatura inglesas en la Facultad de Letras (la cátedra de Estado de literatura extranjera se transformó entonces en cátedra de lengua y literatura alemanas) (4 de julio de 1900). En 1902 (2 de junio) se crearon dos cátedras en la Facultad de Derecho, tituladas "Historia de las doctrinas económicas" y "Legislación rural y economía" (transformaciones de cursos complementarios creados en 1900 y 1901).
A partir de 1904, los mecenas de las artes empezaron a ayudar a financiar la creación de cátedras. Por ejemplo, se creó una cátedra de historia de la economía social en la Facultad de Letras gracias a la contribución de Clara Longworth de Chambrun.
En 1910, la cátedra de física fundada en 1899 se transformó en cátedra de química-física tras la muerte de Henri Pellat y se concedió a Jean Perrin.

## Alumnos destacados
La Universidad de París, ha sido un centro de conocimiento y cultura desde su fundación en el siglo XII. A lo largo de los siglos, ha producido una innumerable cantidad de académicos, políticos, científicos y pensadores que han dejado una huella indeleble en la historia de la humanidad.
La Universidad de París ha sido un faro de conocimiento y creatividad a lo largo de los siglos. La influencia de sus graduados en diversas disciplinas es un testimonio del poder de la educación y el pensamiento crítico. Desde la política hasta la ciencia, pasando por la filosofía y el arte, los hombres y mujeres que han estudiado en la Sorbona han dejado una marca indeleble en la historia de la humanidad. Su legado continúa inspirando a nuevas generaciones a buscar la verdad, la justicia y la innovación en todos los ámbitos del quehacer humano.
Entre los hombres y mujeres que han estudiado en la Universidad de París y se han destacado en su quehacer es dable mencionar
- Georges Pompidou

Georges Pompidou, fue presidente de Francia entre 1969 y 1974, estudió en la Universidad de París. Su formación en Letras y su posterior carrera como profesor de Literatura lo llevaron a desarrollar una visión cultural y social que aplicó en su gobierno. Pompidou impulsó la modernización de Francia y promovió el desarrollo cultural, destacándose por la creación del Centro Pompidou, un ícono de la cultura contemporánea.
- Ségolène Royal

Ségolène Royal, política francesa y candidata presidencial en 2007, también es una destacada alumna de la Universidad de París. Su enfoque en temas de medio ambiente, igualdad de género y educación ha tenido un impacto significativo en la política francesa. Royal ha ocupado varios ministerios y ha sido una voz importante en el socialismo francés, abogando por políticas progresistas..
- Pierre y Marie Curie

Pierre y Marie Curie son probablemente los científicos más emblemáticos que han salido de la Universidad de París. Pierre Curie, conocido por sus investigaciones en física y cristalografía, y su esposa, Marie Curie, famosa por sus estudios sobre la radiactividad, fueron pioneros en el campo de la física moderna. Su trabajo no solo contribuyó a la ciencia, sino que también abrió nuevas áreas de investigación médica.
- Jacques Monod

Jacques Monod, premio Nobel de Fisiología o Medicina en 1965, estudió en la Universidad de París y es conocido por su investigación sobre el control de la síntesis de las proteínas en células. Su trabajo ha sido fundamental en el desarrollo de la biología molecular y la comprensión de la genética. Monod también fue un defensor de la ciencia y la razón en una época de creciente irracionalidad.
- Thomas Piketty

Thomas Piketty, autor del influyente libro "El capital en el siglo XXI", es un economista que ha sido fundamental en el debate sobre la desigualdad económica. Formado en la Universidad de París, Piketty utiliza datos históricos para argumentar que la desigualdad está en aumento y propone soluciones para abordar este problema. Su enfoque interdisciplinario combina la economía, la historia y la sociología, ofreciendo una perspectiva única sobre el capitalismo contemporáneo.
- Esther Duflo

Esther Duflo, ganadora del Premio Nobel de Economía en 2019, es otra destacada economista que se formó en la Universidad de París. Su trabajo en el desarrollo económico y la lucha contra la pobreza ha transformado la forma en que se realizan las políticas de desarrollo. Duflo utiliza experimentos aleatorios para evaluar la efectividad de diferentes intervenciones económicas, siendo una pionera en la economía experimental.
- René Descartes

René Descartes, considerado el padre de la filosofía moderna, estudió en la Universidad de París. Su famoso dictum "Cogito, ergo sum" marcó un punto de inflexión en la filosofía, al centrar el pensamiento crítico en el individuo y la razón. Su influencia se extiende más allá de la filosofía, afectando campos como la matemática y la ciencia.
- Simone de Beauvoir

Simone de Beauvoir, filósofa, escritora y feminista, es una figura crucial en la historia del pensamiento contemporáneo. Su obra "El segundo sexo" es un análisis seminal sobre la condición femenina y ha sido fundamental para el movimiento feminista. De Beauvoir estudió en la Universidad de París, donde forjó ideas que desafiaron las normas de su tiempo y promovieron la igualdad de género.
- Victor Hugo

Victor Hugo, uno de los más grandes escritores franceses, tuvo una profunda conexión con la Universidad de París. Sus obras, que incluyen "Los miserables" y "El jorobado de Notre-Dame", abordan temas de justicia social, amor y la lucha por la libertad. Hugo no solo fue un escritor, sino también un activista político que defendió los derechos humanos.
- Eugène Delacroix

Eugène Delacroix, un pintor del romanticismo, también fue alumno de la Universidad de París. Su obra, rica en color y emoción, ha influido en generaciones de artistas. Delacroix exploró temas de libertad y revolución, reflejando la turbulenta época en la que vivió.
- Louis Pasteur

Louis Pasteur, considerado el padre de la microbiología, es otro ilustre alumno de la Universidad de París. Su trabajo en la pasteurización y las vacunas ha salvado innumerables vidas y revolucionado la medicina. Pasteur no solo fue un científico, sino también un innovador que transformó la forma en que entendemos las enfermedades infecciosas.
- Pierre Simon Laplace

Pierre Simon Laplace, matemático y astrónomo, hizo contribuciones significativas en el campo de la estadística y la teoría de probabilidades. Su formación en la Universidad de París lo llevó a desarrollar la teoría del movimiento planetario, influyendo en la astronomía y la física moderna. Su obra ha sido fundamental para entender el universo y las leyes que lo rigen.